# Bateria do Forte Sequá
A Bateria do Forte Sequá localizava-se pelo lado do continente, na confluência do rio Capibaribe com o rio Beberibe, atual cidade do Recife, no litoral do estado de Pernambuco, no Brasil.

## História
Esta estrutura é relacionada como uma bateria fronteira ao Forte Waerdemburch (Forte das Três Pontas) (SOUZA, 1885:87), cuja defesa complementaria (BARRETTO, 1958:145).
GARRIDO (1940) acrescenta que esta bateria esteve artilhada com alguns canhões (op. cit., p. 69).
A iconografia da época da segunda das invasões holandesas do Brasil (1630-1654), entretanto, indica tratar-se de uma simples cortina, com uma Casa da Guarda na sua extremidade Oeste.